# Fondatori
I Fondatori (chiamati anche mutaforma o cambianti) sono una specie aliena dell'universo fantascientifico di Star Trek.
Appaiono per la prima volta nella serie Star Trek: Deep Space Nine, nella quale hanno un ruolo di primaria importanza. Odo, uno dei personaggi fissi della serie, appartiene a questa specie.
Nel corso della serie i Fondatori ingaggiano con la Federazione Unita dei Pianeti un sanguinoso conflitto, la Guerra del Dominio, che coinvolge altre specie senzienti.

## Caratteristiche
Alle loro origini, i Fondatori erano dei "solidi", e hanno acquisito la capacità di cambiare forma solo con l'evoluzione. Quella dei Fondatori è una specie di mutaforma, ovvero di esseri in grado di assumere forme diverse e imitare in modo convincente l'aspetto di altre forme di vita od oggetti solidi. Nella loro forma naturale (alla quale devono periodicamente tornare) i mutaforma sono esseri fluidi costituiti da protoplasma.
Il pianeta natale dei Fondatori fa parte della "nebulosa di Omarion", nel Quadrante Gamma, ed è a tutti gli effetti il centro di comando del Dominio, un vasto impero interstellare da essi controllato.

## Dominio
I Fondatori hanno dato vita a un esteso impero, il Dominio che include vari sistemi stellari nel quadrante Gamma della galassia.
Le specie dei Vorta (burocrati) e dei Jem'Hadar (guerrieri) sono asservite ai Fondatori e nutrono una devozione assoluta per essi, a causa soprattutto di alcune modifiche genetiche che furono apportate alle loro razze a questo scopo.
I Fondatori non amano mostrarsi in pubblico e spesso assumono le sembianze di personaggi chiave dei loro nemici per poter destabilizzare l'avversario colpendolo dall'interno.

## Grande legame
Il Grande legame è la collettività formata dai Fondatori nel loro pianeta natale; appare per la prima volta nella serie Star Trek: Deep Space Nine nell'episodio della terza stagione In cerca dei Fondatori (seconda parte). 
Il Grande Legame consiste nella fusione fisica e mentale dei Fondatori nella loro forma protoplasmatica (fluida) naturale, e assume l'aspetto esteriore di un grande mare gelatinoso. In esso i mutaforma formano un'unica memoria e coscienza collettiva, condividendo emozioni e sensazioni.

## Storia
Nel 2371 Odo e la nave USS Defiant scoprono nella Nebulosa di Omarion i temuti Fondatori. 
Dopo esserne venuti a conoscenza, la Tal Shiar e l'Ordine Ossidiano, ossia i servizi segreti Romulani e Cardassiani, tentano un attacco al pianeta dei Fondatori per distruggere il Dominio. In realtà il piano era stato ispirato dai Fondatori stessi, per attirare Romulani e Cardassiani in una trappola: all'arrivo nella Nebulosa di Omarion gli aggressori trovano infatti una intera flotta di Jem'Hadar pronti ad annientarli.
Nel 2372 in seguito all'omicidio compiuto da Odo di un altro mutaforma, cosa mai avvenuta nella storia di questo popolo, i Fondatori costringono Odo a tornare al pianeta natale e a unirsi al grande legame per essere giudicato e lo puniscono privandolo della capacità di cambiare forma, relegandolo temporaneamente all'aspetto umano.
Durante questa unione Odo, senza esserne a conoscenza, infetta l'intera comunità dei Cambianti del grande legame con un virus morfogenico, sviluppato in gran segreto dalla Sezione 31, un servizio segreto "occulto" della Federazione della cui esistenza pochissimi sono a conoscenza. Il virus altera nei Cambianti le capacità di mutare la propria forma, condannandoli a una lenta agonia.
Il dottor Bashir e il capo O'Brien riescono poi a carpire da un agente della stessa Sezione 31 il vaccino per questa malattia e Odo, dopo averne sperimentato l'efficacia su se stesso, diventa in grado di guarire ogni mutaforma fondendosi con esso. Per prima guarisce la femmina cambiante, che fungeva da capo delle operazioni di guerra del Dominio nel Quadrante Alfa e successivamente torna al suo pianeta natale per guarire l'intero Grande Legame.
Il Dominio da parte sua firma la resa con la Federazione, ponendo fine alla guerra, ma una fazione non accetta la resa e si riunisce in un'organizzazione di stampo terroristico infiltrandosi a vari livelli nella Flotta per riprendere il potere.